# Vigolzone
Vigolzone (emilián nyelven Vigulsòn) település Olaszországban, Emilia-Romagna régióban, Piacenza megyében. Lakosainak száma 4200 fő (2023. január 1.). Vigolzone Bettola, Podenzano, Rivergaro, San Giorgio Piacentino, Travo és Ponte dell’Olio községekkel határos.

## Népesség
A település lakossága az elmúlt években az alábbi módon változott:
| Lakosok száma | 4301 | 4294 | 4200 |
|               | 2017 | 2018 | 2023 |